# Estación Santa Bárbara
Santa Bárbara es la estación final del ferrocarril del Ramal Santa Fe - Santa Bárbara, ubicada en la ciudad homónima, en la comuna de Santa Bárbara. Fue inaugurada junto a la ampliación del ramal en 1921.
Hacia 1972, tenía 2 frecuencias los lunes, miércoles y viernes hacia Santa Fe, y 1 frecuencia los días feriados hasta Los Ángeles.
- Datos: Q5844847